# Константінос Паспатіс
Константінос Паспатіс (грец. Κωνσταντίνος Πασπατις, 5 червня 1878, Ліверпуль, Велика Британія — 14 березня 1903, Афіни, Греція) — грецький тенісист, бронзовий призер літніх Олімпійських ігор 1896 в Афінах.
Константінос Паспатіс брав участь і в одиночному, і в парному тенісних турнірах Олімпійських ігор. В одиночному він виграв у першому раунді і в чвертьфіналі у британця Джорджа Робертсона і грека Арістідіса Акратопулоса (не плутати із Константіносом Акратопулосом) відповідно, однак у півфіналі він програв майбутньому чемпіону британцеві Джону Пію Боланду, і посів третє місце разом з угорцем Момчилу Тапавіцею, оскільки матч за третє місце не проводився.
У парному турнірі Константінос Паспатіс виступав разом з іншим греком Евангелосом Раллісом, однак у першому ж раунді турніру вони програли іншим грекам Діонісіосу Касдаглісу і Деметріосу Петрококкіносу.